# Brovakten 8

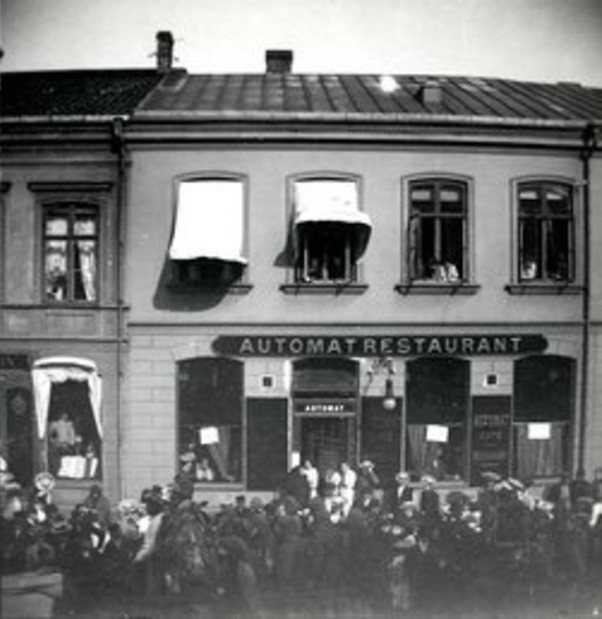
Automatrestauranten i den tidigare byggnaden vid Storgatan på fastigheten Brovaktaren 8. Fotot togs troligen 1907.

Brovakten 8 är en byggnad vid korsningen Storgatan/Brogatan i Halmstad, som uppfördes 1922-1925 som en bankbyggnad för Göteborgs Bank. Den ritades av Arvid Fuhre och är en fyra våningar hög byggnad med mörkrött fasadtegel, varav våningsplan 4 är en vindsvåning under ett högt mansardtak.
I byggnadens hörn, vilket vetter mot Stora Torg, Halmstad, hänger sedan banktiden ett stort väggur med urtavlor åt tre håll.

## Historik

### Föregångare
Tomten i hörnet Brogatan-Storgatan ägdes av handlande B. P. Johansson fram till 1894 när den såldes till Wallbergs Fabriks AB. Wallbergs hade den 21 oktober 1877 öppnat ett försäljningsmagasin i "Bankens hus" vid Storgatan. Ett år senare flyttade magasinet till bankkassör C. G. Löfströms hus på Storgatan 29. Den 28 september 1896 flyttades magasinet till hörnet Brogatan-Storgatan. Verksamheten kom att kallas Wallbergs hörna.
I början av 1910-talet sattes framför Wallbergs hörna upp en klocka med urtavlor åt tre håll, utförd av Gustaf Wilhelm Linderoth i Stockholm. Bokstäverna "Wallbergs FAB" hade lagts in istället för urtavlans siffror.
I en del av huset låg från 1906 en automatrestaurang i första våningen med ingång från Storgatan.
År 1917 såldes fastigheten till Göteborgs bank. Magasinet flyttade 1920 till Köpmansgatan 29.

### Göteborgs bank
Göteborgs bank hade kommit till Halmstad genom köpet av Hallands enskilda bank 1905 och gjorde då den bankens huvudkontor på Storgatan 31 till avdelningskontor.
Arbetet med grunden vid före detta Wallbergs hörna inleddes 1921 med Per Zepht som byggmästare. Huset byggdes i slottsmölletegel. Det var färdigt i november 1923.

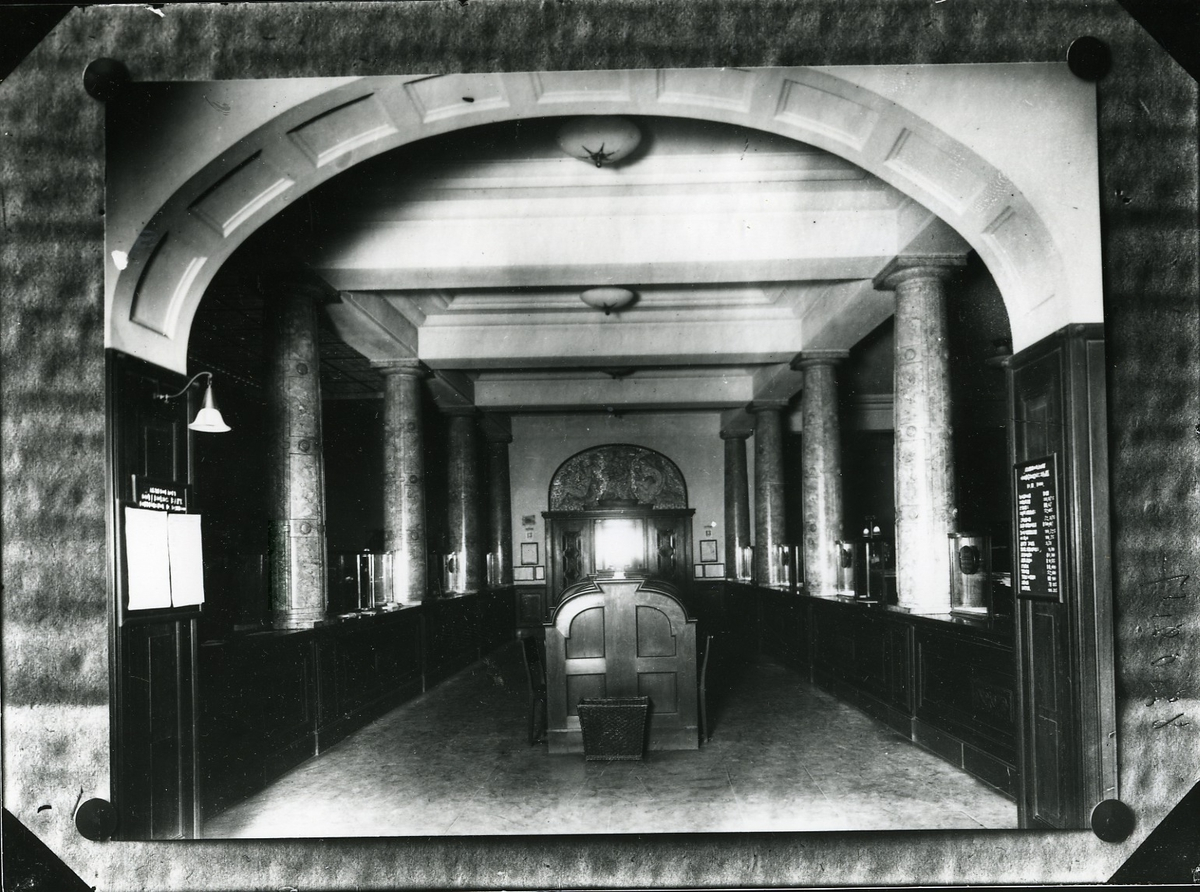
Interiör
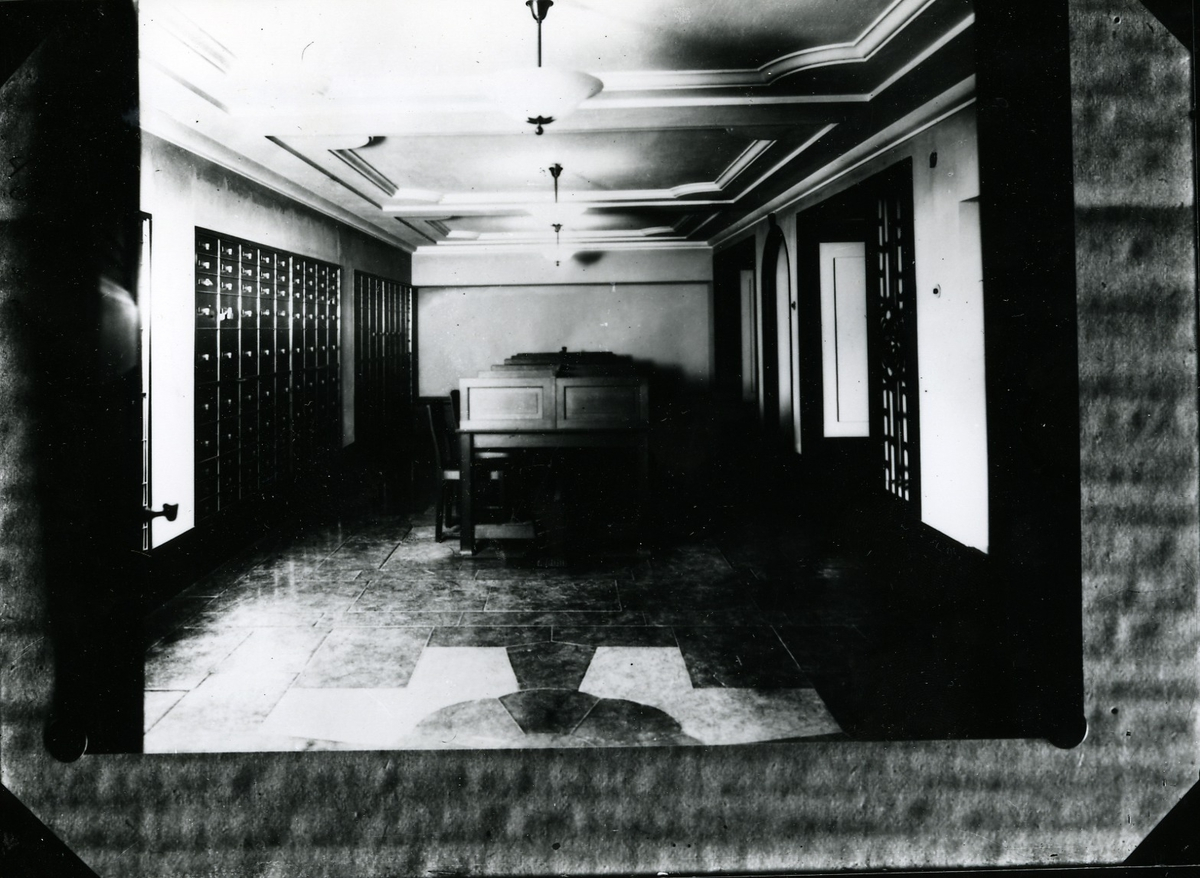
Interiör

Den tresidiga klockan från det Wallbergs hörna följde med magasinet till Köpmansgatan, men sattes senare åter upp i hörnet på Göteborgsbankens hus. Urtavlans siffror ersattes med namnet "Göteborgs bank", där bokstaven S var mindre så att de övriga tolv kunde ersätta sifforna.
I samband med uppdelningen av Göteborgs handelsbank 1949 övertogs denna banks kontor i Halmstad av Göteborgs bank. Göteborgs handelsbanks kontor på Storgatan 28 avvecklades och denna lokal övertogs av Halmstadsortens jordbrukskassa.
Integreringen av Göteborgs handelsbank och allmänna moderniseringsbehov föranledde en omfattande ombyggnad av interiören som genomfördes 1951.

### Senare användning
Götabanken flyttade den 1 april 1975 till nya lokaler i det nyuppförda Valandhuset på andra sidan Stora torg. I juni 1975 sålde Götabanken fastigheten till Trygg-Hansa som hade för avsikt att öppna regionkontor där.
År 1992 blev banklokalerna, med ingång från Storgatan, Handelsbankens lokalkontor i Halmstad. Bankens tidigare kontor på Storgatan 22 (före detta Skånska banken) och Brogatan 11 upphörde i samband med detta. Inför detta renoverades banklokalen. Bland annat framtogs en mosaik föreställande guden Hermes som sattes upp när byggnaden var ny. Handelsbanken öppnade i lokalerna den 16 oktober 1992.
Handelsbanken flyttade 2017 till nybyggda lokaler vid Gamletullsgatan. Senare har SE-banken flyttat in i huset som hyresgäst, men har inte öppnat ett öppet bankkontor i den tidigare bankhallen.